# Рене I (Анжу)
Рене Анжуйски, още Рене I Анжуйски, Рене I Неаполитански или Рене Сицилиански, известен като „Добрият крал Рене“ (на френски: René d'Anjou, ou René Ier d'Anjou, ou encore René Ier de Naples ou René de Sicile, dit le « Bon Roi René »; * 16 януари 1409, Дворец Анже; † 10 юли 1480, Екс ан Прованс), от династията Валоа-Анжу е господар, а след това граф на Гиз (1417 – 1425), херцог на Бар (1430-1480) де факто от 1420 г., херцог (чрез брак) на Лотарингия (1431 – 1453), херцог на Анжу (1434 – 1480), граф на Прованс и Форкалкие (1434 – 1480), граф на Пиемонт, граф на Барселона, крал на Неапол (1435 – 1442), титулярен крал на Йерусалим (1435 – 1480), титулярен крал на Сицилия (1434 – 1480) и на Арагон (1466 – 1480), маркиз на Пон а Мусон (-1480), както и пер на Франция и основател на Ордена на полумесеца.

## Произход и ранни години
Рене е вторият син на херцог Луи II Валоа-Анжуйски (* 23 юли 1323, † 20 септември 1384) и на Йоланда Арагонска (* 1383, † 1443), дъщеря на крал Хуан I Ловеца, крал на Арагон, и Йоланда дьо Бар. Неговата сестра Мари Анжуйска (* 1404, † 1463) е омъжена от 1422 г. за френския крал Шарл VII.
През 1415 г. Рене наследява Херцогство Бар от роднината си херцог Едуард III, който е убит в битката при Аженкур.
На 20 март 1419 г. се сгодява и на 24 октомври 1420 г. се жени в Нанси за Изабела (* 1400, † 1453), херцогиня на Горна Лотарингия от Дом Шатеноа, дъщеря и наследничка на херцог Карл II  и съпругата му Маргарита от Пфалц, дъщеря на крал Рупрехт от род Вителсбахи и на Елизабет от Хоенцолерн.

## Война за Лотарингия. Крал на Неапол
Благодарение на брака си с Изабела Лотарингска Рене наследява Херцогство Бар (1430) и Лотарингия (1431). За последното херцогство съществува още един претендент, поддържан от Филип III Добрия, херцог на Бургундия. Във войната за Лотарингия Рене попада в плен, където го задържат до 1437 г. За това време е признато качеството му на херцог на Лотарингия от император Сигизмунд.
През 1434 г. след смъртта на своя по-голям брат Луи III Анжуйски наследява Херцогство Анжу и Прованс, а така също и статуса на наследник на бездетната Джована II, кралица на Неапол. След нейната смърт става номинално крал на Неапол.

### Италиански поход
Освобождавайки се от плен през 1437 г., Рене пристига в Италия, за да отвоюва Неапол от завладелия го Алфонсо V Арагонски, крал на Арагон и Сицилия, предишен (1421 – 1423) наследник на Джована II. През 1442 г. Рене претърпява съкрушително поражение от Алфонсо V и се връща във Франция, където събира разкошен двор в Анже.

## Следващи години
Рене играе важна посредническа роля при сключването на Турското примирие (1445) между Англия и Франция. Като едно от условията на примирието е дъщерята на Рене, Маргарита Анжуйска (* 1429, † 1482), да се омъжи за Хенри VI, крал на Англия.
Рене предава след смъртта на жена си наследените чрез нея права за Лотарингия на своя син Жан II (* 1425, † 1470). Жан II отново се опитва да отвоюва Неапол от Арагонския дом, но претърпява поражение при Трое (1462). Впоследствие, възползвайки се от въстанието в Каталония против Хуан II, крал на Арагон (1458 – 1479), Жан II се опитва да придобие за себе си титлата на граф на Барселона и власт над Каталония, но умира, без да получи нищо. След смъртта на сина си Рене е принуден да завещае Анжу на крал Луи XI, който завзема Анжу през 1475 г, без да дочака смъртта на завещателя.

## Смърт
Рене I умира в Екс ан Прованс на 10 юли 1480 г. Неговият труп тайно е взет и погребан в катедралата „Свети Маврикий“ в Анже.
След смъртта на Рене областта Прованс и титлата „крал на Неапол“ преминават към неговия племенник Карл от Мен (* 1436, † 1481), носил в качеството си на крал на Неапол името Карл IV. След бездетната му смърт Прованс е наследен също от Луи XI.

## История на герба на Рене
- 1420 – 1434: Анжу, Бар и Лотарингия
- 1434 – 1443: Унгария, Сицилия, Йерусалим, Анжу, Бар, Лотарингия
- 1443 – 1453: Арагон е добавен
- 1453 – 1470: Лотарингия му е взета
- 1470 – 1480: Арагон му е взет, Лилията герб е опростен

## Брак и потомство
Рене I се жени два пъти:
∞ 1. за Изабела Лотарингска (* 1400, † 28 февруари 1453, Анже); те имат децата:
- Изабела († млада)
- Жан II (* 1425, † 1470), херцог на Лотарингия, херцог на Калабрия, княз на Жирона, 1458 титулярен крал на Неапол, ∞ 1444 г. за Мария дьо Бурбон (* 1428, † 1448)
- Луи (* 1427, † 1444), маркграф на Пон а Мусон
- Николаус (* 1428, † 1430), херцог на Бар, близнак на Йоланда
- Йоланда (* 1428, † 1483), близначка на Николаус, херцогиня на Лотарингия и др., ∞ за граф Фери II дьо Водемон (* 1417, † 1470)
- Маргарита (* 1429, † 1482), ∞ 1445 г. за Хенри VI (* 1421, † 1471), крал на Англия
- Шарл (* 1431, † 1432), граф на Гиз
- Луиза (* 1436, † 1438)
- Анна (* 1437, † 1450)

∞ 2. 10 септември 1454 г. в Анже за Жана дьо Лавал (* 10 ноември 1433; † 19 декември 1498),  дъщеря на граф Ги XIV дьо Лавал и Изабела дьо Бретан. Бракът е бездетен.
Има три извънбрачни дъщери от господарка от Прованс от Дом Алберта, според някои Катерина д'Алберта:
- Бланш Анжуйска (* 1438, † 1471), ∞ за Бертран дьо Бово (* 1382, † 1474)
- Жан Анжуйски († 25 май 1536, Нанси), маркиз на Пон а Мусон, владетел на Сен Реми и Сен Кана; ∞ 15 май 1500 за Маргьорит дьо Гландеве, внучка на Паламед дьо Форбен Велики, Велик сенешал, губернатор и генерал-лейтенант на Прованс, както и губернатор на Дофине
- Мадлен Анжуйска, ∞ за 1496 за Луи Жан/Жан дьо Белнав.

- Рене и Жана, триптих от Никола Фромaн от 1475 г., катедрала на Ил Екс.
- Рене и Жана, диптих работа на Никола Фроман (1475 – 80), Лувър, Париж

## Рене и изкуството
През 1473 г. Рене окончателно се установява в единственото останало му владение – Прованс. Тук събира в своя двор в град Екс ан Прованс многочислени поети, художници и музиканти. Рене остава в историята като последният крал-трубадур.
Заради славата му на любител-художник на него са приписвани много картини в Анжу и Прованс, само защото носят герба му или са били негово притежание. Всъщност това са творби, изготвени от фламандски художници по негова поръчка. Така че може да се каже, че той е организирал школа за изкуство и скулптура, както и направата на гоблени.
Рене насърчава и представянето на мистериозни пиеси с религиозно съдържание. През 1462 г. се представят „Страстите Христови“ в Анже под негова егида.
Той обменя стихове с братовчед си херцог Шарл Орлеански. Рене е автор на две алегорични творби – „Огорчение от празното удоволствие“ (1455) и „Книга на поразените от любовта сърца“ (1457). Последната представлява алегория на любовта, повлияна от „Роман за розата“. И двете творби са богато илюстрирани от придворния художник Бартелеми д’Ейк. Най-доброто от неговите стихове е произведението „Идилия за Рене и Жанет“, описващо периода на ухажване на втората му съпруга.
Илюстраторите Братя Лимбург оставят книгата „Пребогатия часослов на херцог дьо Бери“, недовършена и неподвързана при смъртта си. След смъртта на самия херцог Жан дьо Бери през 1416 г. имуществото му се разпродава заради дългове, а творбата преминава в ръцете на братовчеда на херцога Рене Анжуйски, за когото през 40-те години на 15 век върху книгата работи т. нар. Майстор на сенките, който най-вероятно е Бартелеми д’Ейк.